# Liu Yanqiu
Dans ce nom chinois, le nom de famille, Liu, précède le nom personnel.
Pour les articles homonymes, voir Liu.
Liu Yanqiu (chinois : 刘艳秋), née le 31 décembre 1995, est une footballeuse chinoise qui évolue au poste de milieu de terrain pour le Wuhan Jianghan University F.C. et l'équipe de Chine féminine de football.

## Carrière internationale
Liu faisait partie de la sélection qui a participé à la Coupe du monde féminine de football des moins de 17 ans 2012 et à la Coupe du monde féminine de football des moins de 20 ans 2014. Elle a fait ses débuts internationaux en tant que remplaçante lors d'un match amical contre la Russie le 6 avril 2019.